# Kirche der Heiligen Dreifaltigkeit an den Borissow-Teichen

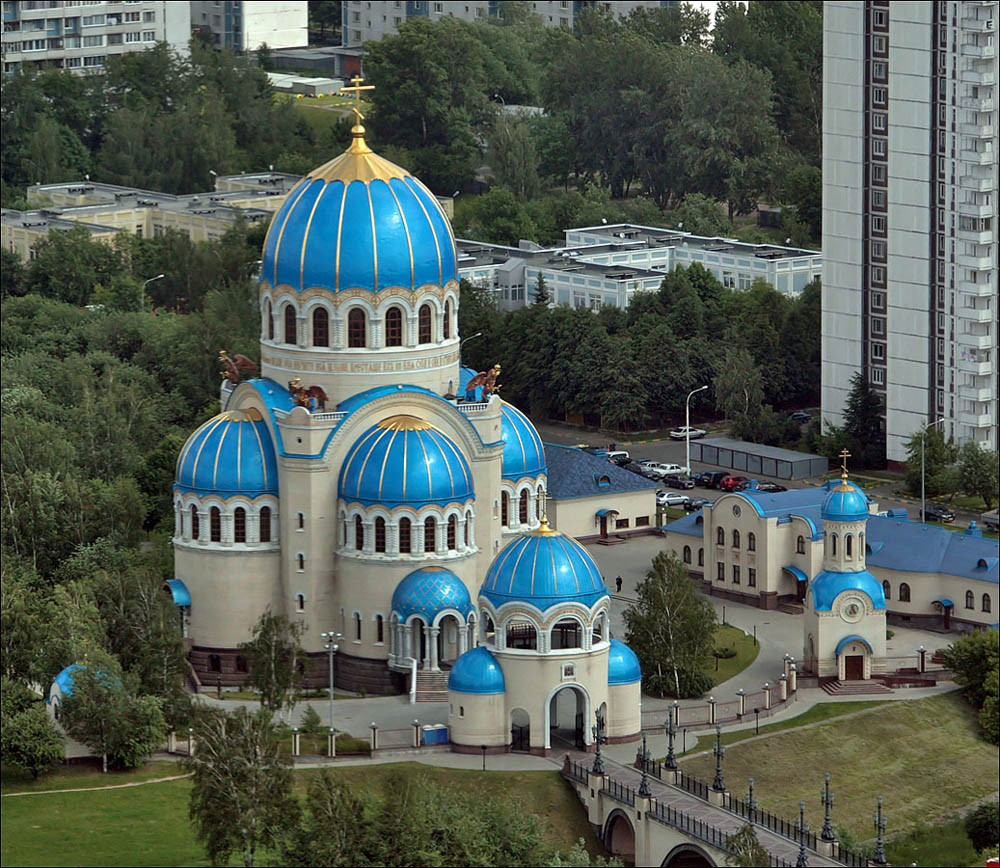
Die Kirche der Heiligen Dreifaltigkeit an den Borissow-Teichen in Moskau

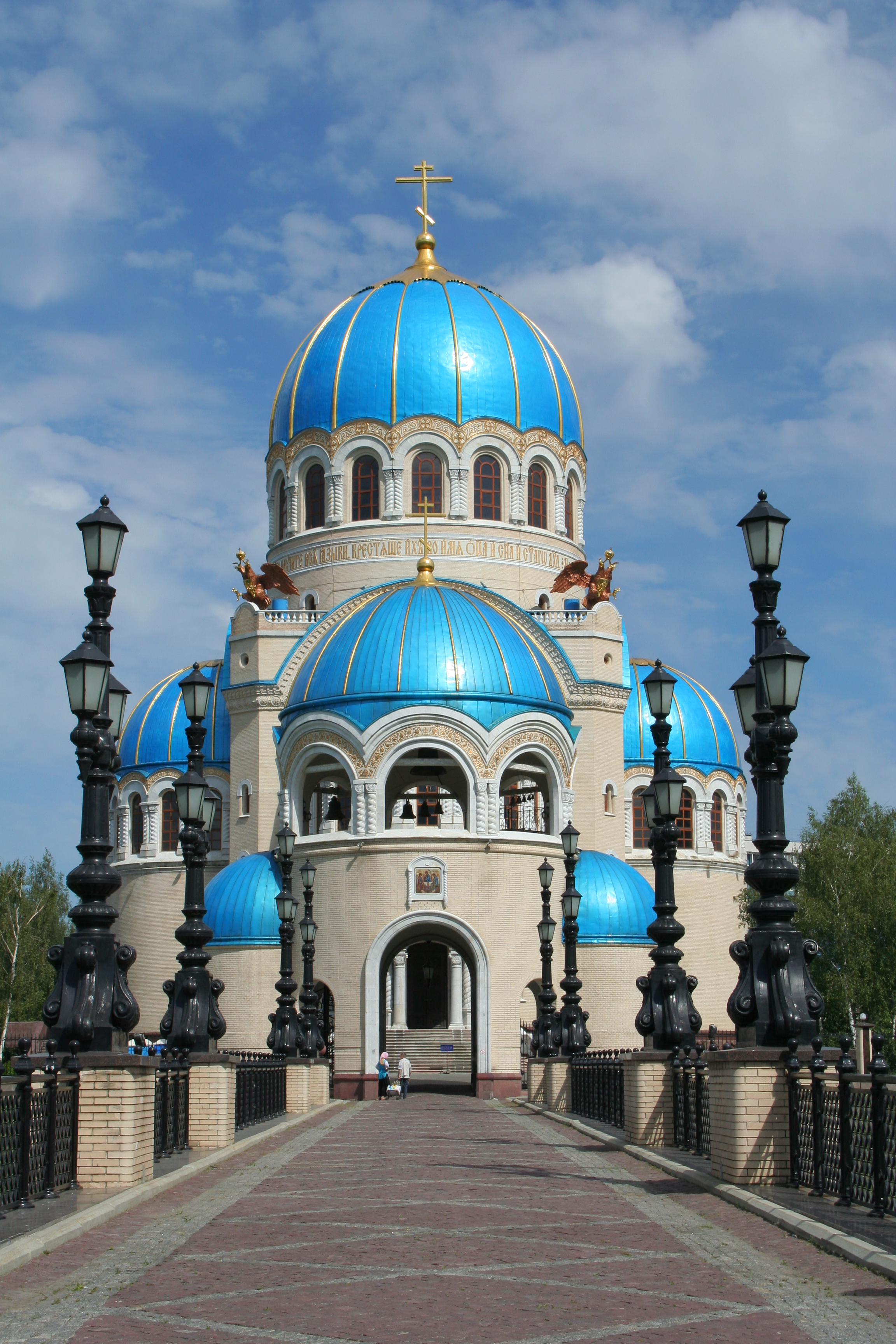
Frontansicht

Die Kirche der Heiligen Dreifaltigkeit an den Borissow-Teichen (russisch Храм Живоначальной Троицы на Борисовских прудах) ist eine russisch-orthodoxe Kirche in der russischen Hauptstadt Moskau. Erbaut wurde die Kirche von 2001 bis 2004 im Moskauer Stadtteil Orechowo-Borissowo Nord. Sie ist einer der größten Kirchenneubauten Russlands nach dem Ende der Sowjetunion.

## Geschichte
Der Entschluss zum Bau einer Kirche der Dreifaltigkeit in Moskau wurde bereits 1988 gefasst. Die Kirche sollte allerdings etwas weiter westlich vom heutigen Standort errichtet werden. Patriarch Pimen I. legte am 13. Juni 1988 den Grundstein für den Bau der Kirche. Der Bau musste jedoch nach kurzer Zeit wegen Geldmangels abgebrochen werden, da sich zu dieser Zeit die Christ-Erlöser-Kathedrale im Moskauer Kreml im Wiederaufbau befand.
Im September 2001 konnte der Bau der Kirche der Heiligen Dreifaltigkeit an den Borissow-Teichen fortgesetzt werden. am 1. September hielt Patriarch Alexius II. am Bauplatz im Stadtteil Orechowo-Borissowo Nord ein öffentliches Gebet. 
Die Weihe der Kirche fand am 19. Mai 2004 durch  Patriarch Alexius II. statt. Geladen waren unter anderem eine Delegation der russisch-orthodoxen Kirche unter Leitung von Metropolit Laurus und der Leiter des ausführenden Bauunternehmens Baltic Construction Company.

## Beschreibung
Das Kirchengebäude wurde im neobyzantinischen Stil erbaut. Es ist ein Zentralbau auf dem Grundriss eines griechischen Kreuzes mit einer hohen Kuppel und vier Apsiden. Die Höhe bis zum Kreuz auf der Kuppel beträgt 70 Meter. In der Kirche finden ungefähr 4000 Personen Platz. Im Untergeschoss befindet sich ein Taufbecken für die Taufe von Erwachsenen.
Mit zum Komplex gehören auch eine Kapelle, die dem russischen Fürsten Alexander Jaroslawitsch Newski geweiht ist, eine Sonntagsschule und ein Glockenturm.